# Meiomenia swedmarki
Meiomenia swedmarki är en blötdjursart som beskrevs av M. P. Morse 1979. Meiomenia swedmarki ingår i släktet Meiomenia och familjen Meiomeniidae. Inga underarter finns listade i Catalogue of Life.